# 温普弗施泰特
温普弗施泰特是德国图林根州的一个市镇。总面积7.39平方公里，总人口617人，其中男性321人，女性296人（2011年12月31日），人口密度83人/平方公里。